# Hainsdorf im Schwarzautal
Hainsdorf im Schwarzautal är en ort och tidigare kommun i Österrike. Den ligger i distriktet Leibnitz i förbundslandet Steiermark.
Kommunen blev 1 januari 2015 en del av den nybildade kommunen Schwarzautal. Den bestod av tre orter (Ortschaften) (inom parentes invånarantal 1 januari 2024):
- Hainsdorf im Schwarzautal (119)
- Matzelsdorf (82)
- Techensdorf (50)